# 생방송 시사중심
《생방송 시사중심》은 KBS 1TV에서 방영되었던 한국방송공사의 텔레비전 프로그램이다.

## MC
- 전용길 : 전 KBS콘텐츠본부장, 前 KBS 미디어 사장
- 박지윤 前 아나운서

## 기획의도
- 시사 현안에 대한 충분하고도 자세한 정보, 관점, 의견 등을 폭넓게 제공하고 교류하게 함으로써 공영방송 시사프로그램의 기본 역할을 충실히 한다.

## 코너소개
- 1.  KBS 인터넷 뉴스 - KBS 인터넷 뉴스속보를 실시간 소개
- 2.  e -세상 - 많이 본 뉴스, 주목할 만한 뉴스, 여성을 위한 실속뉴스 8개 선정
  - 중간 중간 MC 코멘트 및 중계차연결, 짧은 VCR취재물 등 인서트
  - 코너진행 : 예 민수 (경제 및 시사전문가)
- 3.  이슈!  NOW  - 현재 논란, 관심의 대상이 되고 있는 이슈를 다각도로 조망
  - 관련 인물 or 현장 중계차 연결, 사안의 본질에 대한 정보 전달
  - 현장 진행이 필요시 리포터 활용
- 4.  이 시각, e-뉴스 -  KBS 인터넷 뉴스 & 오 마이 뉴스  실시간 소개
- 5.  요일별 섹션 코너 - 인물(月), 미래(火), 경제(水), 문화(木), 웰빙(金)
  - 요일별 테마를 선정, VCR 취재